# Max Andritzke
Max Andritzke (ur. 4 kwietnia 1892, zm. ?) – SS-Obersturmführer, komendant obozu przesiedleńczego (niem. Umsiedlungslager) przy ul. Kopernika 53/55 (niem. Gosslerstrasse) w okupowanej Łodzi Litzmannstadt.

## Życiorys
Numer NSDAP 311 182 SS-Hauptsturmführer - awans w dniu 09.11.1942 r. Nr SS 23 749.